# Tamanduas
Die Tamanduas (Tamandua) sind eine Gattung mit zwei Arten aus der Unterordnung der Ameisenbären (Vermilingua), die in Mittel- und Südamerika heimisch ist. Manchmal werden sie auch als Kleine Ameisenbären  bezeichnet. Mit ihrer teils bodenlebenden und teils baumbewohnenden Lebensweise vermitteln sie zwischen dem bodenbewohnenden Großen Ameisenbären und den sich nur in Bäumen aufhaltenden Zwergameisenbären. Wie diese leben die Tamanduas einzelgängerisch und ernähren sich von staatenbildenden Insekten. Die beiden Tamanduaarten sind in ihrem Bestand nicht gefährdet.

## Merkmale

### Habitus

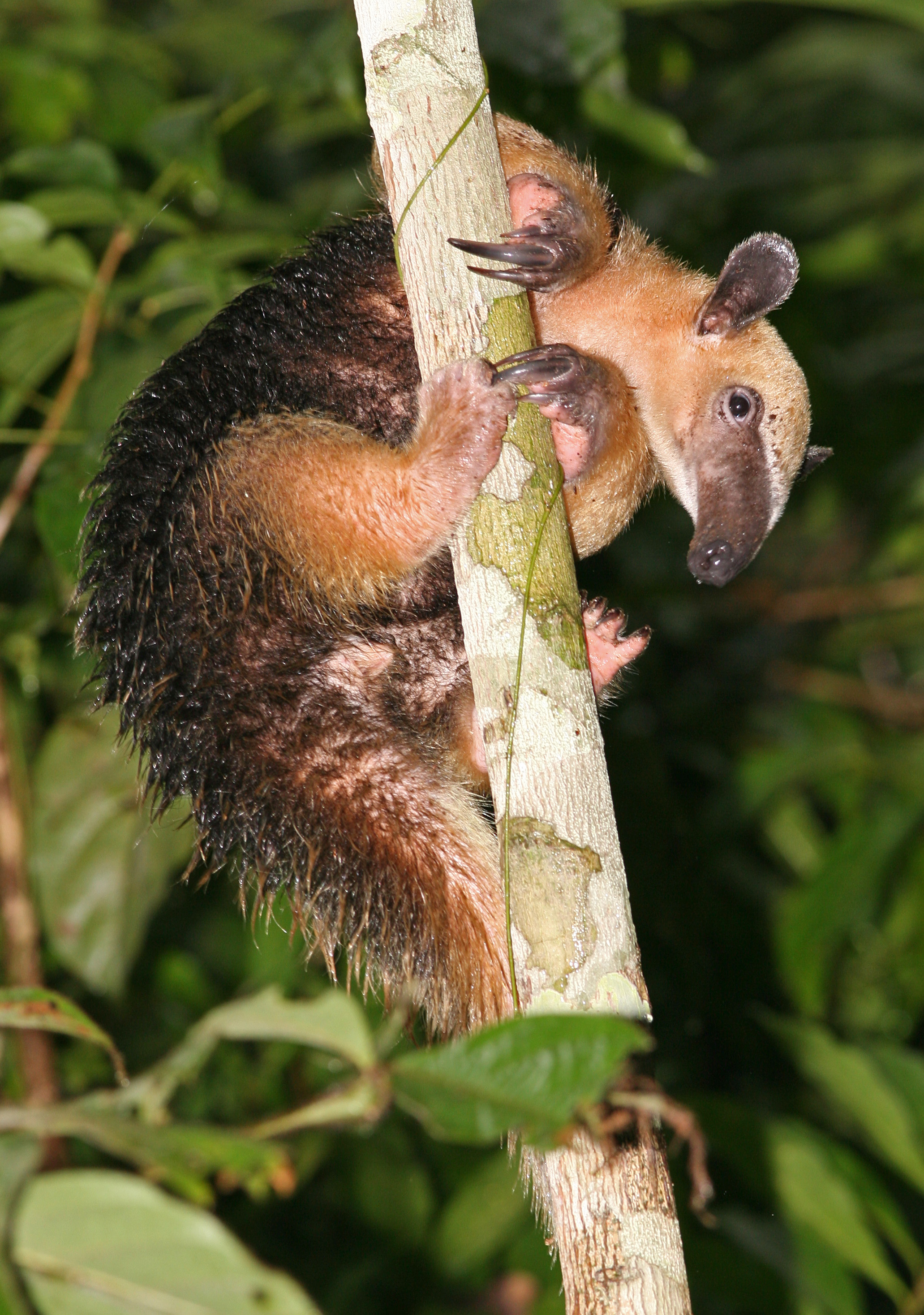
Südlicher Tamandua (Tamandua tetradactyla)

Tamanduas sind mittelgroße Ameisenbären und mit einer Kopf-Rumpf-Länge von 47 bis 88 cm und einem 40 bis 67 cm langen Schwanz deutlich kleiner als ihr Verwandter, der Große Ameisenbär (Myrmecophaga tridactyla). Sie erreichen ein Gewicht von 2 bis 7 kg. Die Grundfarbe des Fellkleides ist beige bis hellbraun. Darauf zeichnet sich eine schwarze Westenzeichnung ab, die an der Schulter beginnt und hinter den Vorderbeinen den Rumpf umschließt; diese Zeichnung ist beim Nördlichen Tamandua ausgeprägter und hebt sich deutlich von der Grundfarbe ab, beim Südlichen Tamandua ist sie undeutlicher und kann auch fehlen. Ein Geschlechtsdimorphismus ist kaum ausgebildet und zeichnet sich bei einzelnen Populationen nur anhand einzelner Schädelmerkmale ab. Wie alle Ameisenbären sind sie durch die lange, enge Schnauze gekennzeichnet, deren Mundöffnung nur bleistiftdick ist. Sie sind zahnlos, haben aber eine rund 40 cm lange und dünne Zunge, die mit klebrigem Sekret bedeckt ist und mit der sie ihre Nahrung aufnehmen. Tamanduas tragen an den Vorderfüßen vier Zehen, die mit langen, scharfen Krallen ausgestattet sind, von denen die dritte Kralle stark vergrößert ist; die fünfte Zehe ist nur rudimentär entwickelt. Beim Laufen können die Tiere über die Vorderpfoten nicht abrollen, sondern belasten hier nur die vorderen Spitzen und die Außenseiten, um die langen Krallen zu schonen. Die Hinterfüße haben fünf Zehen mit deutlich kleineren Krallen.

### Schädel- und Skelettmerkmale

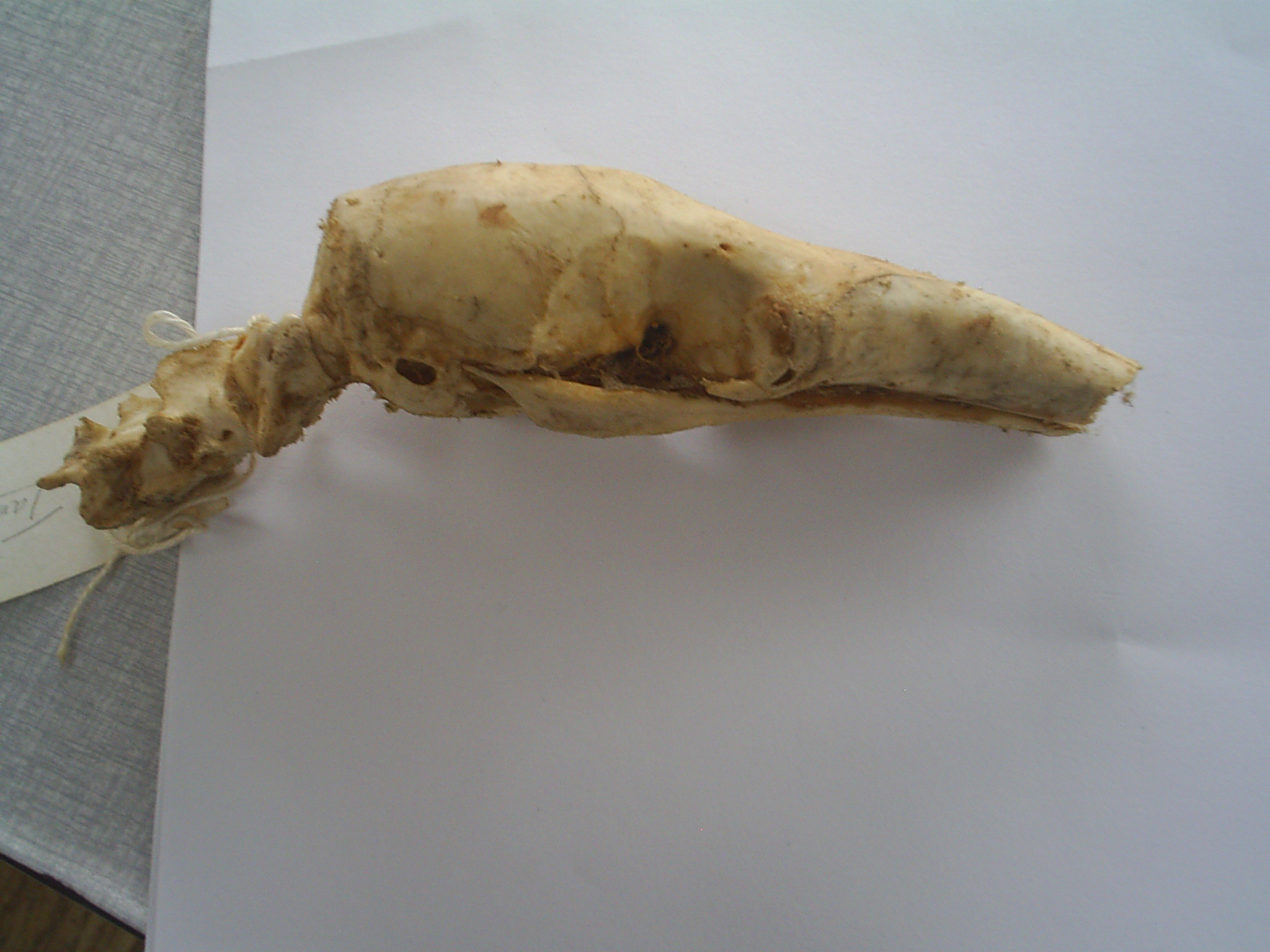
Schädel des Südlichen Tamandua

Typisch ist der langgestreckte Schädel mit verlängertem Rostrum, wobei das Nasenbein – im Gegensatz zum Großen Ameisenbären – nicht die Länge des Stirnbeins erreicht. Ein weiteres Merkmal sind die nur reduziert ausgebildeten Jochbeinbögen. Wie bei einigen anderen Nebengelenktieren, etwa den Gürteltieren, tritt im vorderen Bereich der Nasenhöhle eine als Septomaxilla (Os nariale) bezeichnete Knochenbildung auf, die sonst nur bei stammesgeschichtlich älteren Säugetieren und Reptilien vorkommt. Im Gegensatz zu den Gürteltieren ist diese Septomaxilla aber etwas anders und einfacher gebaut.
An der Wirbelsäule treten vor allem bei den hinteren Brust- und an den Lendenwirbeln xenarthrische Gelenke auf, Nebengelenke an den seitlichen Dornfortsätzen, die den Nebengelenktieren (Xenarthra) ihren Namen gaben. Im vorderen Bewegungsapparat sind mehrere Modifikationen vorhanden, die eine deutlich erhöhte Beweglichkeit zulassen, was vor allem bei der Nahrungssuche und im Abwehrverhalten eingesetzt wird. Hierzu gehören vor allem die Verbreiterung des Schulterblattes und des unteren Gelenkendes des Oberarmknochens, die weiterhin zusätzliche Ansatzpunkte für eine kräftige Muskulatur bieten und auch die Bewegungsmomente der Vorderbeine erhöhen.

## Verbreitung und Lebensraum

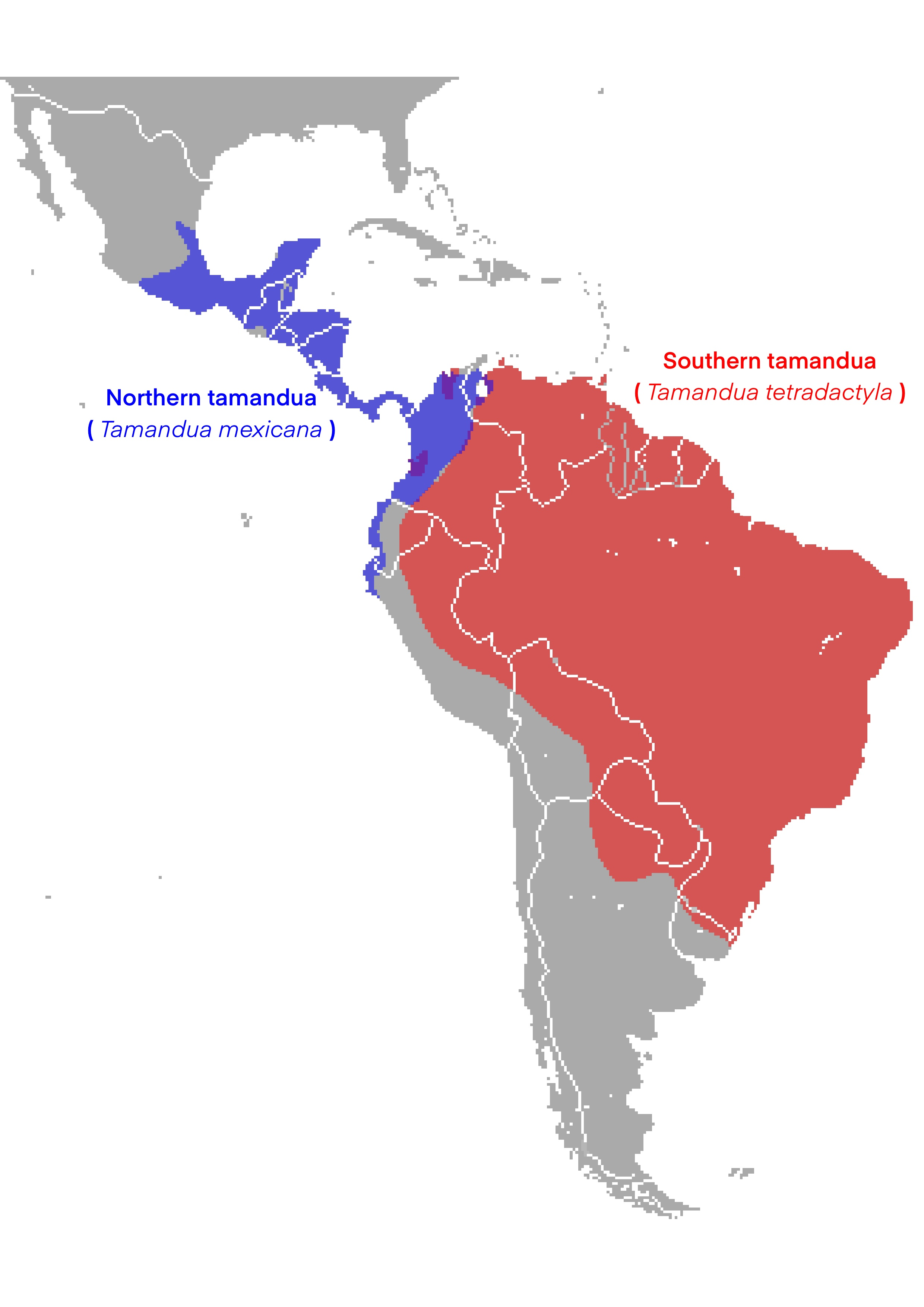
Die Verbreitungsgebiete der zwei Tamanduaarten

Tamanduas kommen in Mittel- und Südamerika vor. Das Verbreitungsgebiet reicht vom südlichen Mexiko bis in das nördliche Argentinien und Uruguay. Obwohl sie bis in Höhen von 2000 m nachgewiesen werden, sind sie dort seltene Ausnahmen und bevorzugen das Flachland. Eine Vielzahl von Lebensräumen wird von diesen Ameisenbären besiedelt. Neben Regen-, Trocken- und Mangrovenwäldern sind dies auch Baumsavannen und Kulturland.

## Lebensweise

### Territorialverhalten

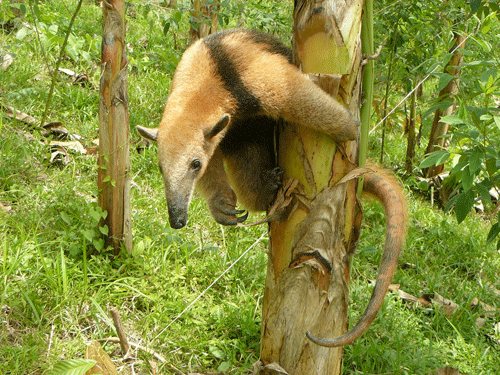
Nördlicher Tamandua auf der Finca Bocas del Toro im nördlichen Panama

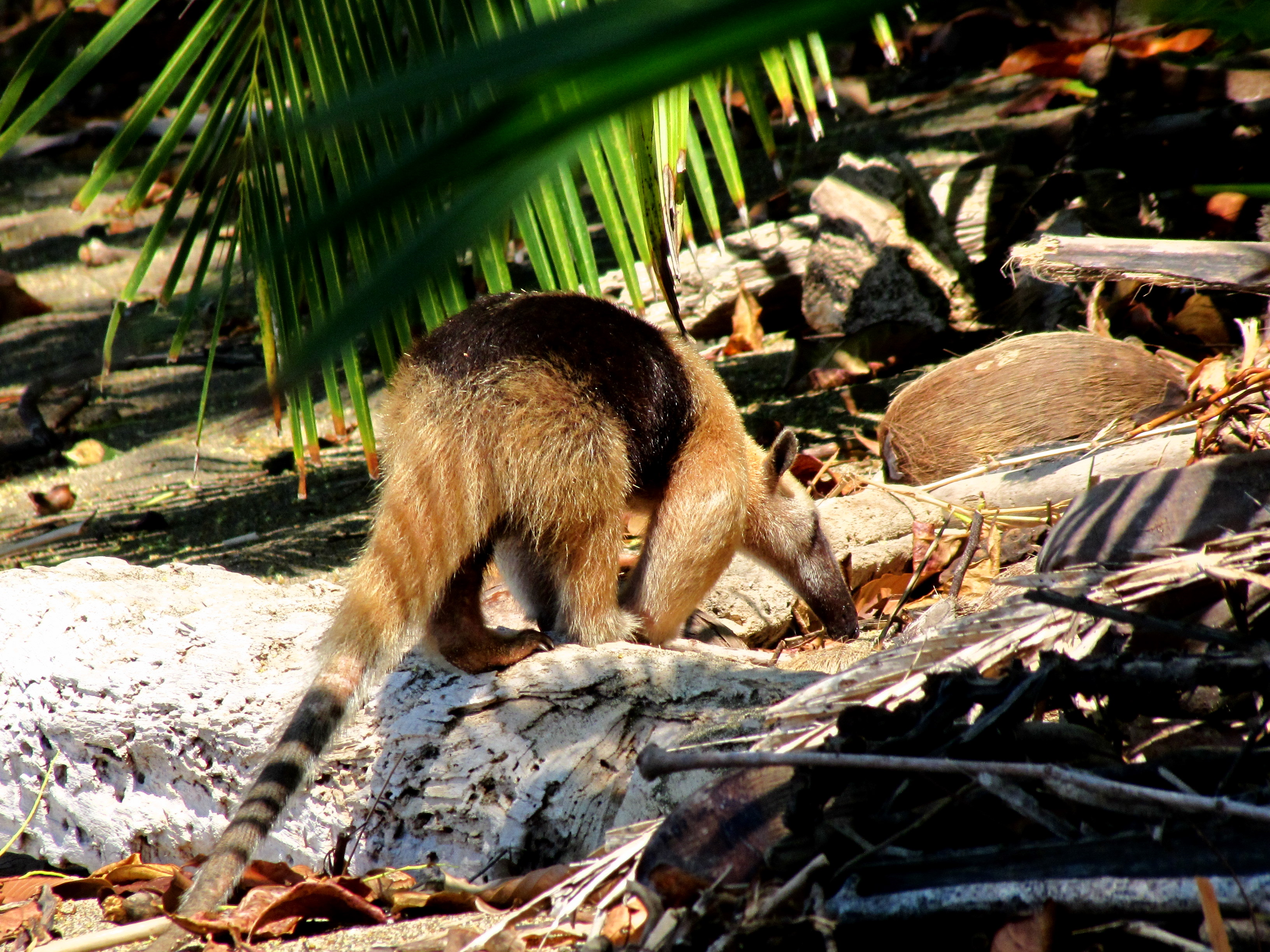
Nördlicher Tamandua

Tamanduas sind sowohl tag- als auch nachtaktiv, ruhen aber in der Mittagszeit. Ihre Aktivitätszeit beträgt etwa acht Stunden pro Tag, wobei sie sich ebenso auf dem Boden wie in den Bäumen fortbewegen. Am Boden sind sie aber eher langsam und unbeholfen, vor allem im Vergleich zum mobileren Großen Ameisenbären. Auch können Tamanduas schwimmen. Als territoriale Einzelgänger markieren sie ihre Reviere mit einem Analdrüsensekret, das auf mehrere Meter einen strengen Geruch verströmt. Der Aktionsraum eines Tamanduas kann je nach Region zwischen 25 und 375 Hektar schwanken. Ruhezeiten verbringen die Tiere in Baumhöhlen oder verlassenen Tierbauen, zum Beispiel von Gürteltieren, die sie gelegentlich auch weiter ausbauen. Viele größere Raubtiere erbeuten gelegentlich Tamanduas, darunter Jaguare und Harpyien. Wird ein Tamandua bedroht, stellt er sich mit dem Rücken zu einem Baum auf die Hinterbeine und versucht, den Angreifer mit Schlägen seiner scharfen Krallen abzuwehren.

### Ernährung
Die Nahrung der Tamanduas besteht fast ausschließlich aus Termiten und Ameisen sowie anderen staatenbildenden Insekten. Der prozentuale Anteil der einzelnen Nahrungskomponenten kann aber regional und individuell sehr unterschiedlich sein. Die Nester werden mit dem Geruchssinn erspürt, mit den scharfen Krallen der Vorderfüße aufgegraben und mit der Zunge geplündert. Dabei sind sowohl in Bäumen als auch am Boden befindliche Nester als Nahrungsressourcen bekannt. Die Fressdauer an den einzelnen Nestern ist aufgrund der chemischen Abwehr der Insekten meist relativ kurz, weswegen über den Tag verteilt mehrere Kolonien aufgesucht werden müssen (beim Nördlichen Tamandua 50 bis 80). Dadurch entnehmen die Tiere nur jeweils eine relativ kleine Menge Insekten, so dass den Kolonien kein bleibender Schaden zugefügt wird. Neben Insekten verzehren Tamanduas gelegentlich als Beikost auch Früchte oder Gräser.

### Fortpflanzung
Männliche Tamanduas finden Weibchen über den Geruch. Ein fortpflanzungsbereites Männchen folgt einem Weibchen eine Weile. Dabei bleiben beide Partner immer wieder stehen und beschnuppern einander. Schließlich besteigt das Männchen das Weibchen, umklammert seinen Rumpf mit den Vorderbeinen und leitet die Kopulation ein. Hiernach geht das Männchen wieder seiner Wege. Über die Tragzeit gibt es widersprüchliche Angaben, die einerseits 130 bis 150 Tage, andererseits 160 bis 190 Tage nahelegen. Es kommt je Wurf nur ein Junges zur Welt. Dieses wird während der Ausflüge der Mutter meistens in einer Baumhöhle zurückgelassen, manchmal aber auch auf dem Rücken umher transportiert. In Gefangenschaft wurden Tamanduas 9½  Jahre alt, das Höchstalter freilebender Tiere ist unbekannt.

## Systematik

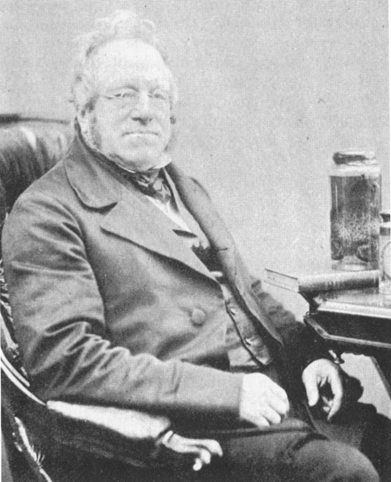
John Edward Gray (1800–1875)

Tamandua ist eine Gattung innerhalb der Familie der Myrmecophagidae. Der nächste Verwandte der Tamanduas ist der Große Ameisenbär (Myrmecophaga tridactyla), der ihr Schwestertaxon bildet. Etwas entfernter verwandt sind die Zwergameisenbären (Cyclopes), die die Familie Cyclopedidae bilden. Beide Familien zusammen formen die Unterordnung der Ameisenbären (Vermilingua). Die Trennung der beiden Gattungen Tamandua und Myrmecophaga erfolgte nach molekulargenetischen Untersuchungen im Oberen Miozän vor etwa 13 Millionen Jahren. Cyclopes dagegen hatte sich schon im Mittleren Eozän vor rund 38 Millionen Jahren von dieser Linie abgespalten.
Heute werden zwei Tamanduaarten unterschieden:
- Nördlicher Tamandua (Tamandua mexicana Saussure, 1860); Mittelamerika, nordwestliches Südamerika
- Südlicher Tamandua (Tamandua tetradactyla Linnaeus, 1758); nördliches und zentrales Südamerika

Die Unterscheidung der beiden Arten erfolgt zumeist aufgrund äußerer, aber stärker variierender Merkmale. Genetischen Studien aus dem Jahr 2015 zufolge ist die Aufteilung nicht eindeutig.
Der Gattungsname Tamandua als Mitglied der Ameisenbären wurde erstmals 1825 von John Edward Gray verwendet, ohne dass er eine spezielle Art erwähnte; in dieser Publikation betrachtete Gray die Ameisenbären überdies als eine Unterfamilie der Gürteltiere. Schon im Jahr 1821 hatte Gray den Begriff „Tamandua“ als Artepithet für Myrmecophaga tamandua benutzt, Die Tamanduas wurden bis in die jüngste Vergangenheit für eine einzige Art gehalten. Carl von Linné hatte im Jahr 1758 den Südlichen Tamandua als Myrmecophaga tetradactyla (etwa „vierzehiger Ameisenfresser“) beschrieben. Diesem setzte er weiterhin Myrmecophaga tridactyla, den Großen Ameisenbären mit drei, und Myremcophaga didactyla, den Zwergameisenbären mit zwei krallenbewehrten Zehen an jeder Vorderpfote zur Seite. Den heute korrekten, wissenschaftlichen Namen Tamandua tetradactyla für den vierzehigen (Südlichen) Tamandua führte ebenfalls John Edward Gray im Jahr 1843 ein. Eine Teilung der Tamanduas in zwei Arten erfolgte erst 1975. Für diese Aufspaltung ausschlaggebend waren vor allem anatomische Details im Schädelbau und einzelne äußerliche Merkmale.

## Etymologie
Der Name „Tamandua“ ist aus der Tupi-Sprache Brasiliens entlehnt und setzt sich aus den Wörtern tacy („Ameise“) und monduar („fangen“) zusammen. Nach Europa vermittelt wurde das Wort über das Portugiesische (tamanduá). Später kreierte Gattungsnamen für den Tamandua wie Uroleptes und Dryoryx sind ungültig. In Brasilien wird der Begriff „Tamandua“ sowohl im Portugiesischen als auch in einigen indigenen Sprachen (hier fast ausschließlich) für den Großen Ameisenbären verwendet, häufige Namen sind dabei Tamanduá-bandeira oder Tamanduá-guasú.

## Stammesgeschichte
Die Gattung Tamandua lässt sich fossil trotz der molekulargenetisch ermittelten, lang zurückliegenden Trennung der Tamanduas vom Großen Ameisenbären erstmals im Pleistozän Südamerikas nachweisen, auch aus dem Holozän ist sie recht gut belegt. Als Vorgängerform der beiden genannten Ameisenbärengattungen gilt Protamandua, die im Santacruzium vor rund 16 Millionen Jahren auftritt. In ihrer Größe stellt sie aber eine Mittlerform zwischen Tamandua und Cyclopes dar, ihr Habitus ist dabei aber stärker generalisiert. Jünger datiert  Neotamandua, die sowohl aus dem Oberen Miozän der La-Venta-Formation in Kolumbien als auch aus dem Pliozän der Araucano-Formation in Argentinien nachgewiesen ist. Morphologischen Untersuchungen zufolge ist diese wahrscheinlich näher mit Myrmecophaga verwandt.

## Menschen und Tamanduas

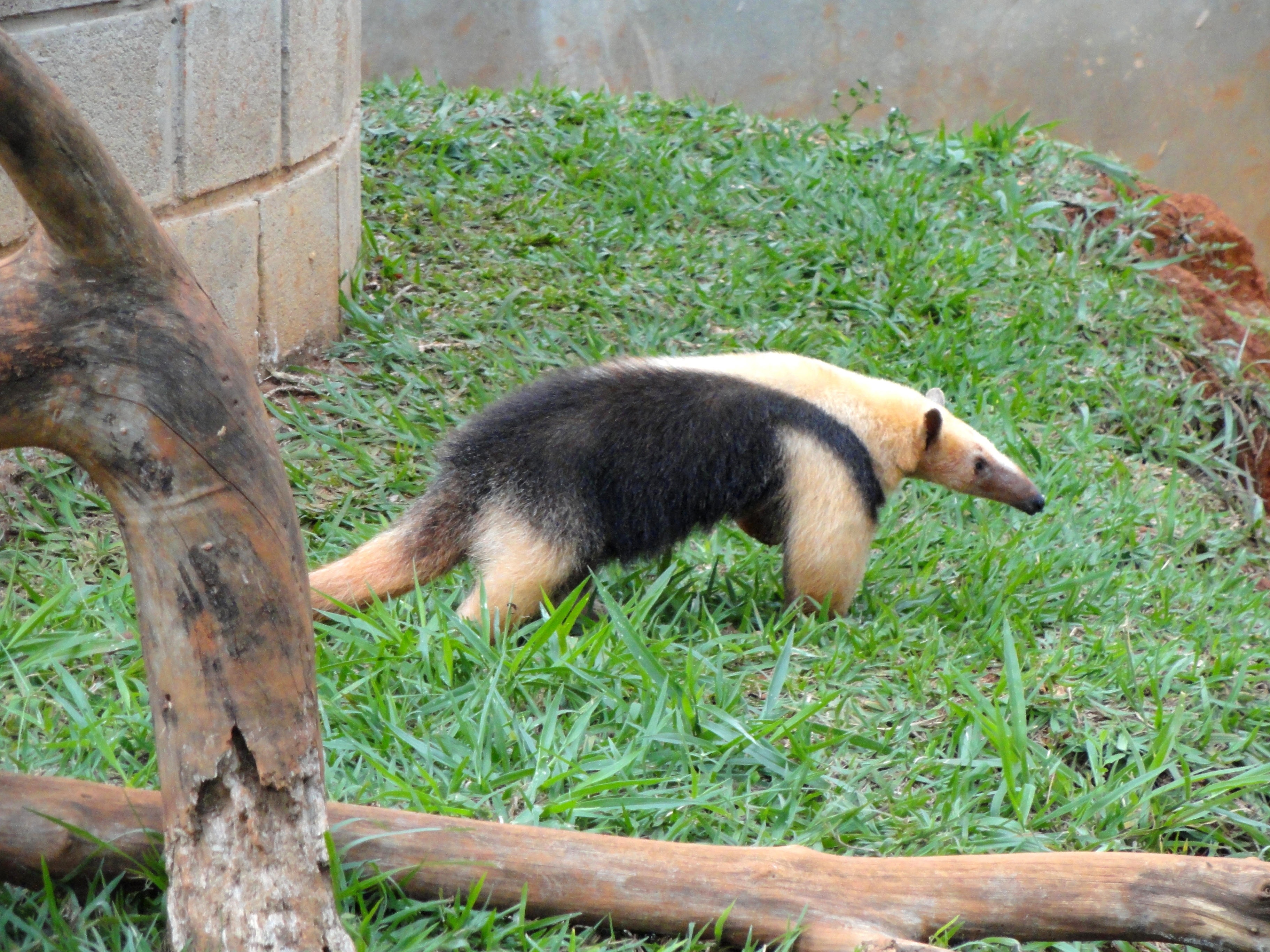
Südlicher Tamandua im Zoo von Brasília

Tamanduas sind in weiten Teilen ihres Verbreitungsgebiets relativ häufig. Die IUCN stuft beide Arten als nicht gefährdet ein. Das Fell gilt als wertlos, das Fleisch wird lediglich von wenigen indianischen Völkern gegessen. Auch die Zerstörung des Regenwaldes bereitet den Tamanduas möglicherweise weniger Probleme, da sie auch in Sekundärwäldern und Kulturlandschaften zurechtkommen. Recht häufig sterben Tamanduas allerdings auf Straßen, wo sie von Autos überfahren werden. Während Tamanduas insgesamt also häufig sind, sind sie in einzelnen Ländern doch selten genug, dass sie unter strengen Schutz gestellt wurden. Dies ist in Mexiko, Guatemala, Peru und Argentinien der Fall.